# Selenomonas lacticifex
Selenomonas lacticifex è una specie di batterio appartenente alla famiglia delle Acidaminococcaceae.